# Anigraea angulata
Anigraea angulata är en fjärilsart som beskrevs av Moore 1882. Anigraea angulata ingår i släktet Anigraea och familjen nattflyn. Inga underarter finns listade i Catalogue of Life.